# Zippo (glazbeni sastav, Split)
Zippo, hrvatski rock sastav iz Splita.

## Povijest
Sastav je osnovan sredinom 1980-ih. Objavili su 1989. podijeljeni album Zippo lighter s Vatrenim ulicama pod etiketom splitske izdavačke kuće Lvxor. Skladbe su bile na strani A: Otvori, Bez sna, Rock'n'roll za ljepši spol, Ja volim heavy i Crna žena. Snimili su ga u Studiju 8 u Splitu 1989. godine. Glazbu, tekst i aranžmane napisali su Lazić - Karan - Ikodinović. Po glasovima čitatelja časopisa za mladež Ćao Zippo je bio proglašen za najbolji demo sastav u ondašnjoj Jugoslaviji. S Karanom kao pjevačem pobijedili su na prestižnoj Gitarijadi u Zaječaru 1989. godine po izboru gledatelja.

## Članovi sastava
Članovi koji su bili u sastavu:

- Giuliano Đanić[4]
- Goran Karan[4]
- Marsell Benzon
- Elvis Katić[5]
- Goran Pinterić - Pinta[5]
- Dragan Ikodinović - Gally[5]
- Stanko Juginović - Stane[2]
- Danijel Vjesnica - Dane[2]
- Maksim Lazić - Maxa[2]
- Denis Dorić - Dena

## Vanjske poveznice
- Kanal Zipposplit, YouTube